# New World Island
New World Island is een eiland in de Canadese provincie Newfoundland en Labrador. Het is met een oppervlakte van 185 km² het op een na grootste eiland voor de noordkust van Newfoundland en telt zo'n 2300 inwoners. In het uiterste zuiden ligt er slechts een kilometer water tussen New World Island en Chapel Island, een afstand die overbrugd wordt door Route 340.

## Geografie
New World Island ligt aan de Kittiwake Coast in het noorden van Newfoundland. Het eiland is 31 km lang en heeft een maximale breedte van 18 km. Het grenst in het noorden aan Notre Dame Bay, in het zuiden en westen aan de Bay of Exploits en in het oosten van de Hamilton Sound. Het eiland bestaat uit een groot westelijk en een groot oostelijk gedeelte. Beide delen van het eiland worden ter hoogte van Virgin Arm en Parkview door een minder dan 900 meter brede landengte met elkaar verbonden. Net ten oosten van deze istmus ligt het Provinciaal Park Dildo Run. De landengte zorgt er ook voor dat New World Island aan zijn noordkust een relatief grote baai genaamd Friday Bay heeft. Naast de Trumpeilanden ligt ook het zuidelijke gedeelte van South Twillingate Island in die baai.

### Plaatsen
Het zuidelijke gedeelte van New World Island maakt onderdeel uit van twee gemeenten, namelijk Summerford en Cottlesville. De rest van het eiland bestaat uit gemeentevrij gebied, maar telt wel een groot aantal dorpen en gehuchten. Het betreft Tizzard's Harbour, Moreton's Harbour, Valley Pond, Bridgeport, Chanceport, Carter's Cove en Virgin Arm op het westelijke deel; en Parkview, Fairbanks, Hillgrade, Newville, Indian Cove, Merritt's Harbour, Herring Neck, Hatchet Harbour, Toogood Arm, Green Cove en Cobbs Arm op het oostelijke deel.

## Bereikbaarheid
In het zuiden ligt het eiland op slechts 1 km van Chapel Island, een eiland vlak voor de kust van Newfoundland. Vanaf daar vertrekt de L. R. Curtis Causeway, een deel van Route 340. Deze overbrugt die afstand (via vier erg kleine eilandjes) met een lange dijk en in het noorden ook met een brug.
In het noorden van New World Island maakt Route 340 via een lange dijk en een brugje de verbinding met South Twillingate Island, dat op het smalste punt slechts zo'n 650 meter westwaarts ligt. In het uiterste noorden van het eiland maken lokale wegjes ook de verbinding met Salt Harbour Island en het eilandje van Pikes Arm.

## Galerij

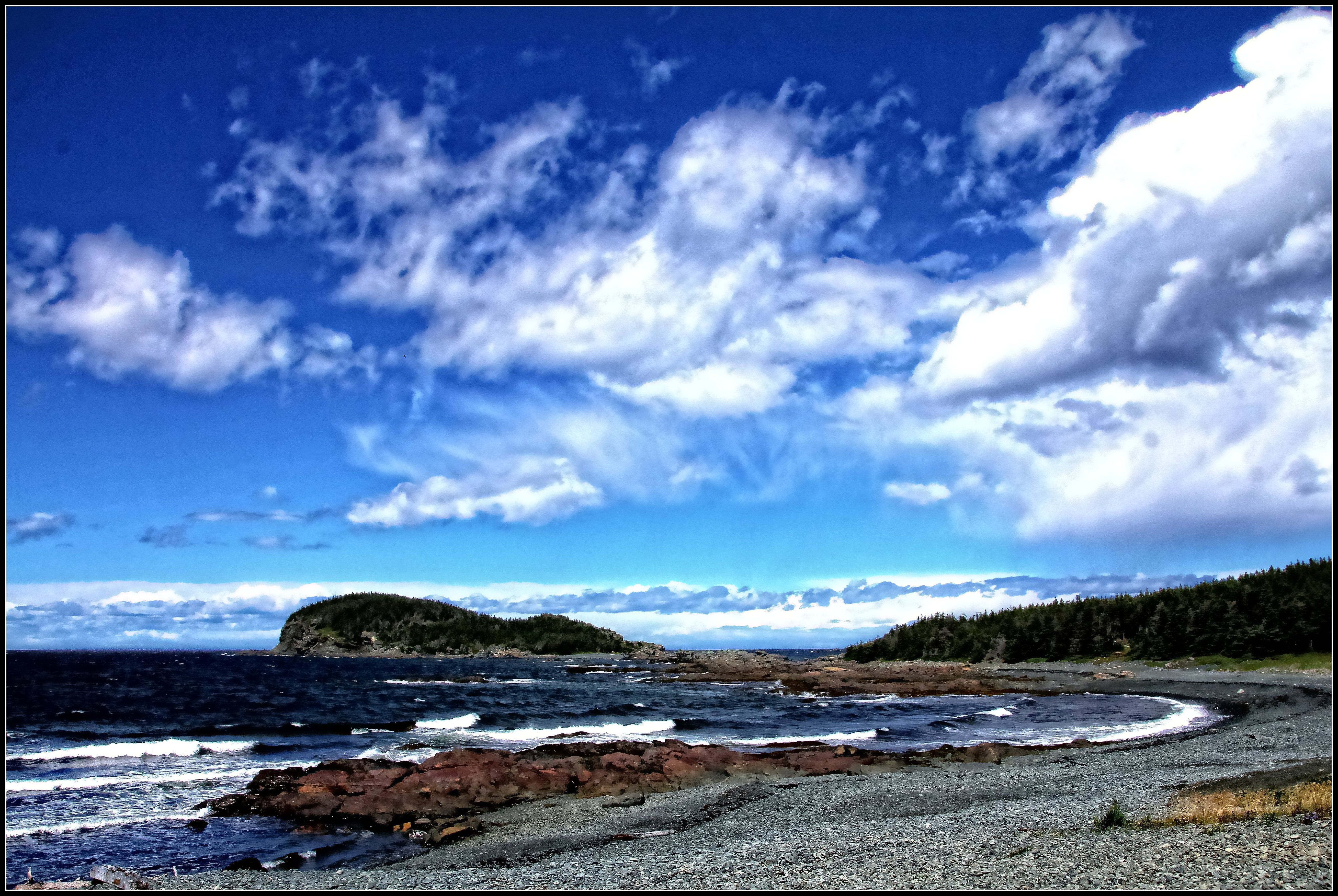
Keienstrand nabij Tizzard's Harbour
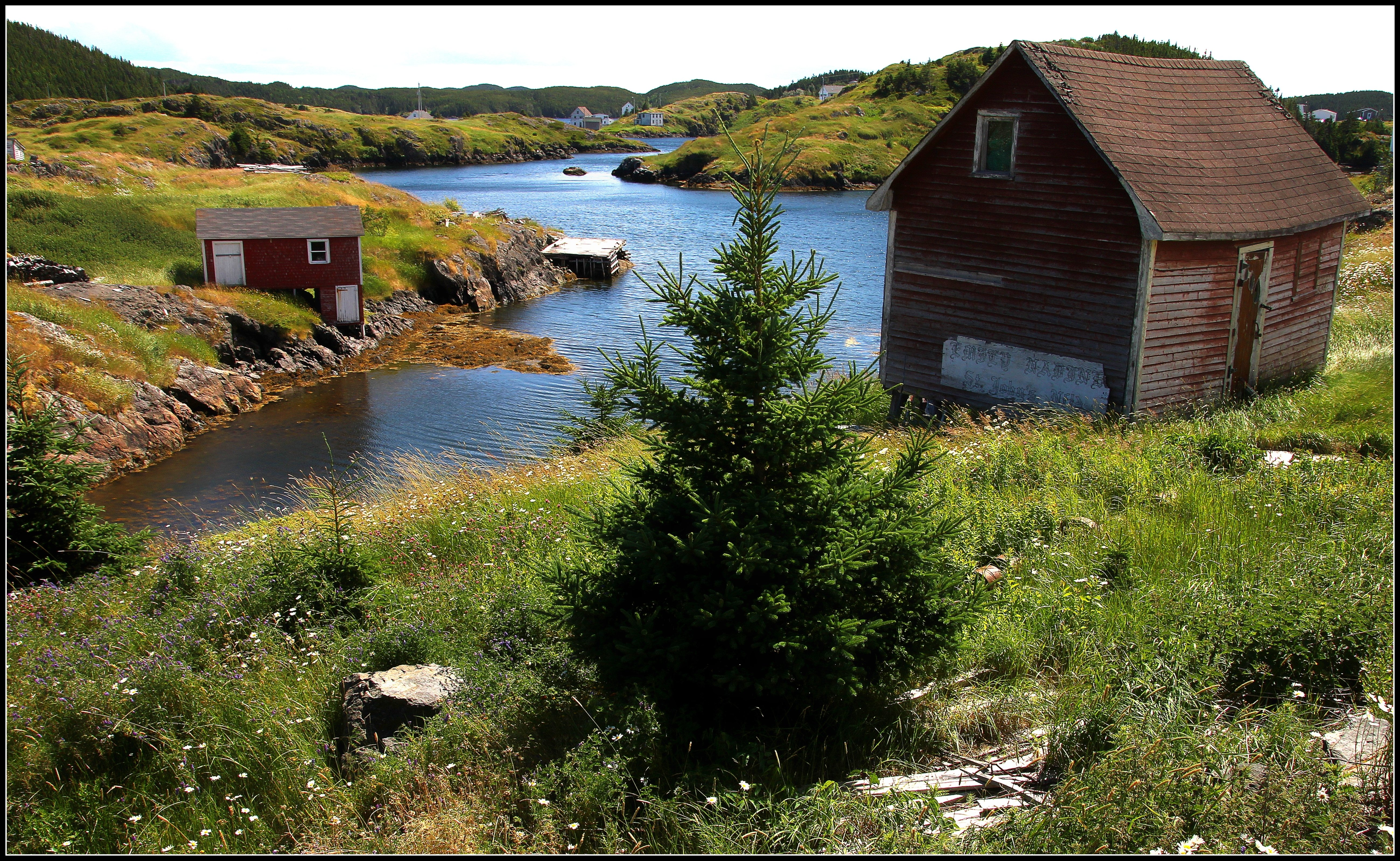
Huizen aan de rand van Moreton's Harbour
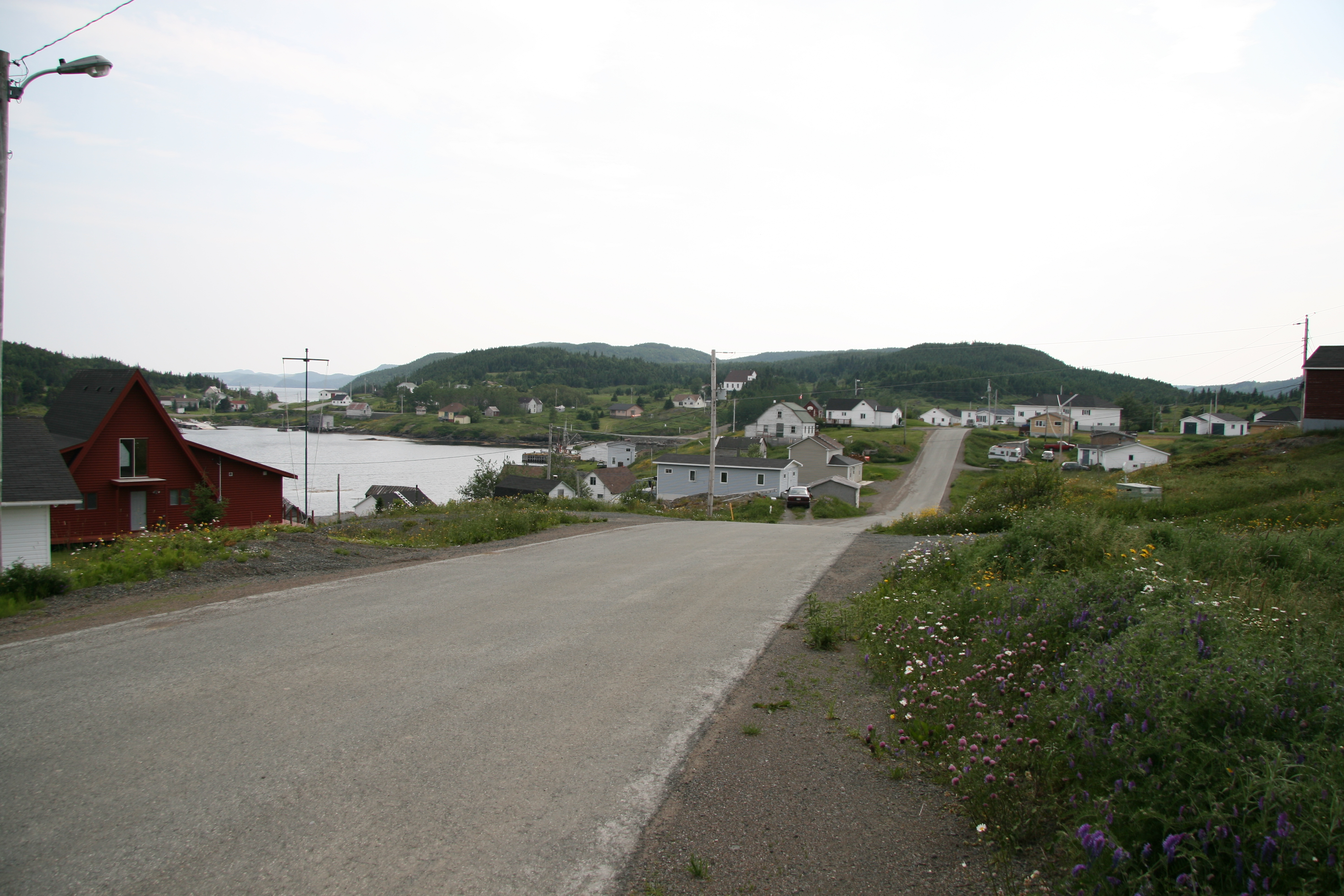
Het plaatsje Tizzard's Harbour, in het noordwesten van het eiland
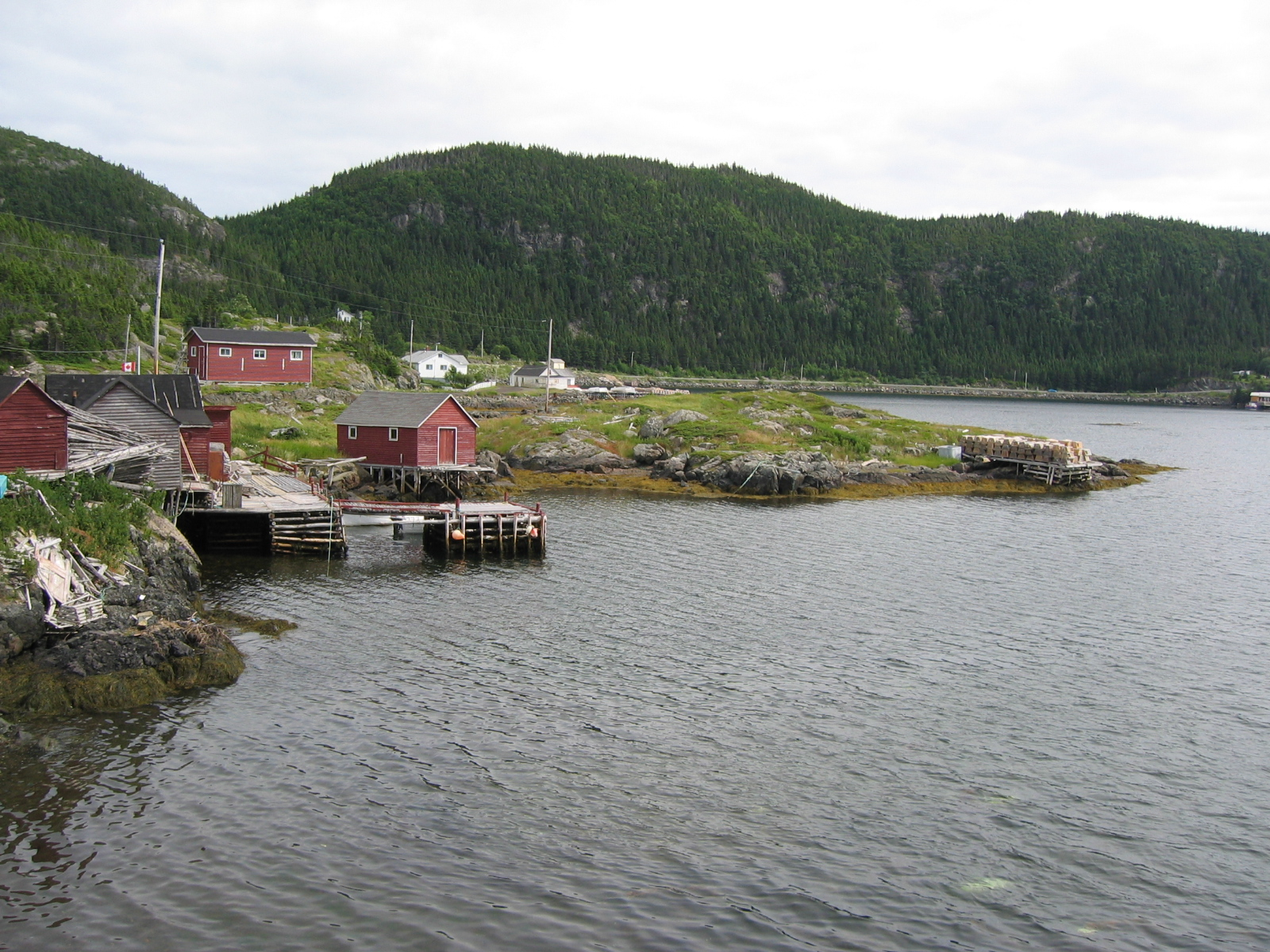
Traditioneel houten dok aan de rand van Tizzard's Harbour
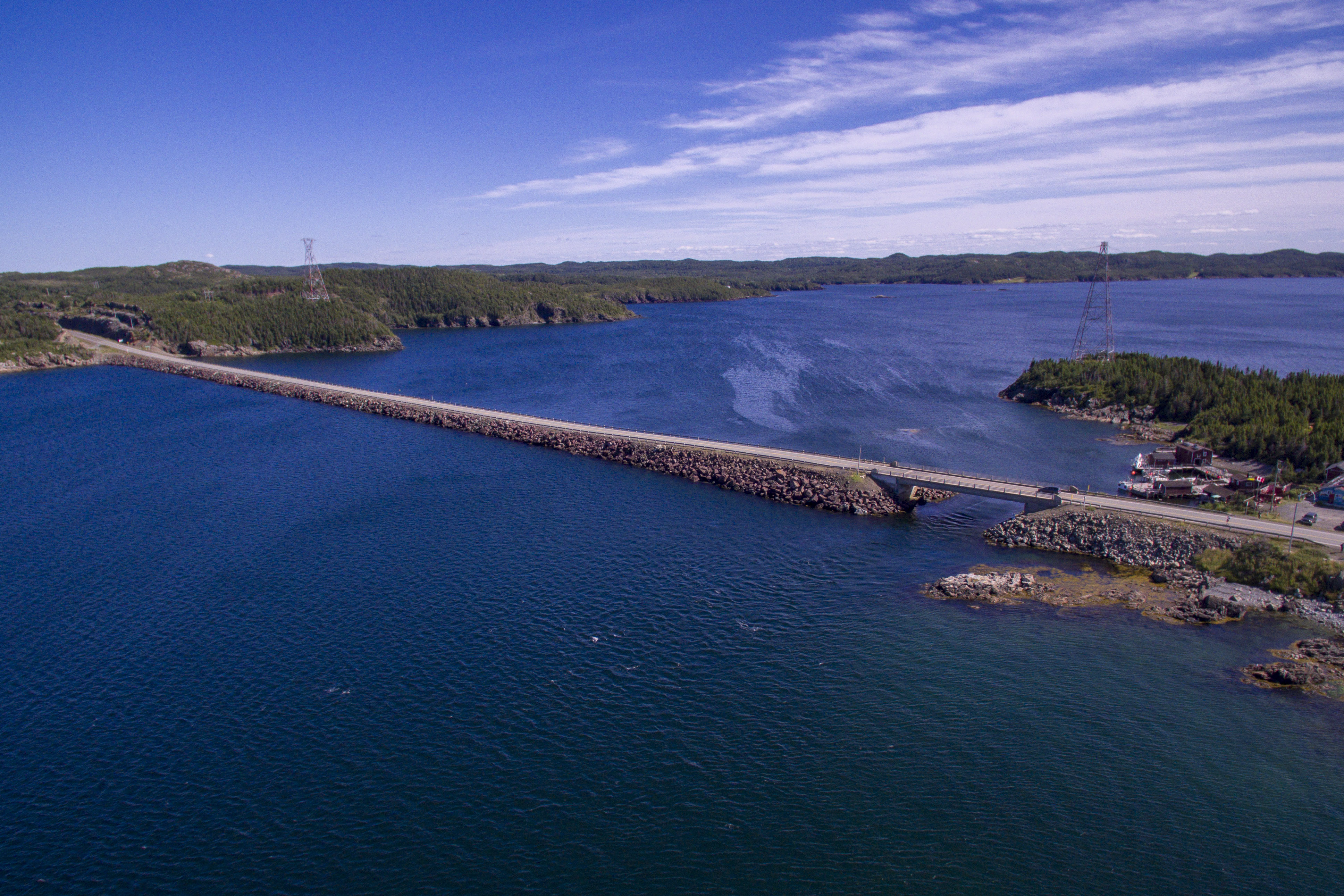
De Walter B. Elliott Causeway verbindt New World Island (links) met South Twillingate Island (rechts)